# Gammelgransskål
Gammelgransskål (Pseudographis pinicola) är en svampart som först beskrevs av William Nylander, och fick sitt nu gällande latinska artnamn av Rehm 1888. Enligt Catalogue of Life ingår gammelgransskål i släktet Pseudographis,  och familjen Triblidiaceae, men enligt Dyntaxa är tillhörigheten istället släktet Pseudographis,  och familjen Triblidiaceae. Arten är reproducerande i Sverige. Inga underarter finns listade i Catalogue of Life.